# Powiat Kecskemét
Powiat Kecskemét (węg. Kecskeméti járás) – jeden z dziesięciu powiatów komitatu Bács-Kiskun na Węgrzech. Siedzibą władz jest miasto Kecskemét.

## Miejscowości powiatu Kecskemét
- Ágasegyháza
- Ballószög
- Felsőlajos
- Fülöpháza
- Helvécia
- Jakabszállás
- Kecskemét
- Kerekegyháza
- Kunbaracs
- Ladánybene
- Lajosmizse
- Lakitelek
- Nyárlőrinc
- Orgovány
- Szentkirály
- Tiszakécske
- Tiszaug
- Városföld